# جوش دايز
جوش دايز (بالإنجليزية: Josh Dies)‏ (12 يونيو 1983، سافانا في الولايات المتحدة)؛ مغن مؤلف وروائي أمريكي.

## روابط خارجية
- جوش دايز على موقع IMDb (الإنجليزية)
- جوش دايز على موقع ميوزك برينز (الإنجليزية)
- جوش دايز على موقع ميوزك برينز (الإنجليزية)